# A Tế Cách
A Tế Cách (tiếng Mãn: ᠠᠵᡳᡤᡝ, Möllendorff: Ajige, đại từ điển: Azhige, Abkai: Ajige, chữ Hán: 阿濟格, 28 tháng 8 năm 1605 - 28 tháng 11 năm 1651), là một Hoàng tử, Hoàng thân và nhà quân sự có ảnh hưởng thời kỳ đầu nhà Thanh.
Những năm trước khi nhập quan, ông góp phần quan trọng trong quá trình tấn công biên cảnh nhà Minh và Triều Tiên. Đến khi quân Thanh nhập quan, với tư cách là quân tiên phong, A Tế Cách cùng với Đa Nhĩ Cổn tiến vào Bắc Kinh. Ông nhiều lần lập công lao cho triều đình, là một trong những Thân vương khai quốc có công cực lớn. Cũng chính vì vậy mà ông càng lúc càng kiêu ngạo, ỷ vào việc mình là anh trai của Nhiếp chính vương Đa Nhĩ Cổn mà mưu đồ những thứ không thuộc về mình, dẫn đến kết cục bị giam cầm và xử tử, bị truất bỏ tư cách hoàng tộc. Ông là một trong những số hiếm những trường hợp Hoàng tử bị xử tử sau Chử Anh.

## Thân thế
A Tế Cách sinh ngày 15 tháng 7 (âm lịch) năm Minh Vạn Lịch thứ 39 (1605). Ông là con trai thứ 12 của thủ lĩnh người Nữ Chân Nỗ Nhĩ Cáp Xích, và là con trai đầu tiên của Đại phi A Ba Hợi. Ông có hai người em ruột là Đa Nhĩ Cổn (thứ 14) và Đa Đạc (thứ 15).

## Sự nghiệp

### Thời Nỗ Nhĩ Cáp Xích
A Tế Cách cũng như hai người em trai cùng mẹ của mình đều rất được Nỗ Nhĩ Cáp Xích yêu thương. Đại phúc tấn đầu tiên của Hoàng Thái Cực là Nữu Hỗ Lộc thị, bởi vì khi gặp A Tế Cách không chịu hạ kiệu mà bị cha chồng là Nỗ Nhĩ Cáp Xích hạ lệnh vứt bỏ. Trong sử sách của Triều Tiên đã miêu tả A Tế Cách là một thanh niên cao lớn lực lưỡng, nhờ kiêu dũng thiện chiến mà rất sớm đã được phong là Thai cát (台吉).
Năm Thiên Mệnh thứ 10 (1625), ông theo Bối lặc Mãng Cổ Nhĩ Thái chinh phạt Sát Cáp Nhĩ bộ, Lâm Đan hãn bỏ chạy. A Tế Cách truy đuổi đến Nông An Tháp. Sang năm sau, ông tiếp tục cùng với người cháu trai là Thai cát Thạc Thác thảo phạt Ba Lâm bộ Khách Nhĩ Khách, lại theo Bối lặc Đại Thiện chinh phạt Trác Lỗ Đặc bộ. Cả hai trận chiến ông đều lập nhiều công lao, nhờ vậy mà được phong làm Bối lặc.

### Thời Hoàng Thái Cực

#### Những năm Thiên Thông
Năm Thiên Thông đầu tiên (1627), A Tế Cách cùng với Bối lặc A Mẫn tấn công Triều Tiên, liên tục đánh hạ 5 thành trì. Sau lại theo Hoàng Thái Cực thảo phạt quân Minh, cùng với Mãng Cổ Nhĩ Thái bảo vệ đường vận chuyển lương thảo tại Tháp Sơn. Sau khi hội quân ở Cẩm Châu và áp sát Ninh Viễn, quân Thanh phát hiện hơn ngàn quân Minh đang hạ trại, đào chiến hào, sắp xếp hỏa khí ở phía trước, nhưng A Tế Cách đã tiêu diệt toàn bộ.
Tổng binh của nhà Minh là Mãn Quế xuất thành bày trận, Hoàng Thái Cực muốn tấn công ngay lập tức, nhưng bị các Bối lặc ngăn lại vì lý do khoảng cách với thành trì quá gần, chỉ duy nhất A Tế Cách xin theo. Hoàng Thái Cực liền đốc thúc A Tế Cách nhanh chóng đánh bại kỵ binh triều Minh, các Bối lặc đều lấy làm hổ thẹn, vì vậy chưa kịp mặc áo giáp đã tiến lên xung phong liều chết, quân Minh tử thương hơn một nửa.
Năm thứ 2 (1628), vì tự ý chủ trì hôn lễ của Đa Đạc, ông đã bị tước đi tước vị, sau này lại được khôi phục. Sang năm sau, ông cùng Tế Nhĩ Cáp Lãng tấn công Cẩm Châu và Ninh Viễn, thiêu rụi toàn bộ lương thực tích trữ của quân Minh tại đây, lại bắt giữ được hơn 3.000 người. Sau đó, ông theo Hoàng Thái Cực phạt Minh, tham gia Trận Kỷ Tị, kiềm chế Long Tỉnh quan, hạ thành Hán Nhi Trang, tấn công Hồng Sơn khẩu. Sau khi tiến quân đến Tuân Hóa, ông tham gia tấn công và tiêu diệt Tổng binh nhà Minh Triệu Suất Giáo. Sau khi bị áp sát kinh đô, hai viên tướng nhà Minh là Viên Sùng Hoán và Tổ Đại Thọ đã đem 2 vạn quân tới cứu viện, đóng quân bên ngoài Quảng Cừ môn. Quân Hậu Kim truy trục quân Minh, tiếp cận chiến hào, chiến mã của A Tế Cách bị thương nên mới lui binh. Về sau, A Tế Cách cùng A Ba Thái tấn công Thông Châu, đến Trương Gia loan. Lại theo Hoàng Thái Cực tuần Kế Châu, gặp được viện binh Sơn Hải quan 5 ngàn người. A Tế Cách cùng Đại Thiện đột nhập trận địa của địch, đại phá quân Minh.
Năm thứ 4 (1630), ông lại theo đại quân phạt Minh, đến Quảng Ninh, hội quân tại Đại Lăng Hà. Trong đêm vây Cẩm Châu, quân Minh đánh lén quân doanh của A Tế Cách lại gặp phải sương mù dày đặt cản tầm nhìn. A Tế Cách dàn trận địa sẵn sàng đón địch, đợi đến khi sương mù tản ra thì lập tức tập kích, bắt giữ được một Phó tướng của quân Minh, thu được giáp giới cùng ngựa hơn 200.
Hoàng Thái Cực đích thân đến, bàn bạc kế hoạch vây công thành. Nghe được tin quân Minh tăng viện binh, Hoàng Thái Cực lệnh cho Dương Cổ Lợi thống lĩnh một nửa Bát kỳ quân Ba Nha Lạt đến tăng cường lực lượng. Em trai của Tổ Đại Thọ là Tổ Đại Bật bởi đem kỵ binh tham dò tiến về phía trước, Hoàng Thái Cực đích thân mặc giáp chiến đấu, A Tế Cách chạy đến, phấn khích đánh lui quân Minh, chặt đầu một Phó tướng của quân Minh. Hoàng Thái Cực liền đem quân giao cho A Tế Cách, Giám Quân đạo Trương Xuân đem 4 vạn cứu binh đến, lại chiến đấu tại Đại Lăng Hà, chặn giết hơn một nửa quân Minh, truy đuổi quân Minh suốt 40 dặm về phía Bắc.
Năm thứ 6 (1632), ông theo đại quân thảo phạt Sát Cáp Nhĩ, Lâm Đan Hãn bỏ trốn. Hoàng Thái Cực thay đổi hướng của đại quân, trước tiên tấn công Minh triều, lệnh cho A Tế Cách lãnh đạo cánh quân bên trái và binh lính Mông Cổ tấn công Đại Đồng và Tuyên Phủ, thu được toàn bộ tài vật được cất trữ lại Trương Gia Khẩu. Tháng 3 năm sau, Hoàng Thái Cực lệnh cho xây dựng Thông Thiên bảo, ông đem quân đến đóng giữ. Tháng 5, ông cùng với Tế Nhĩ Cáp Lãng và Đỗ Độ nghênh đón hàng tướng Khổng Hữu Đức, chống cự quân Minh của Đông Giang Tổng binh Hoàng Long cùng quân đội Triều Tiên. Tháng 6, Hoàng Thái Cực trưng cầu ý kiến của các đại thần về việc đánh Minh triều, Triều Tiên, Sát Cáp Nhĩ, nên đánh địa phương nào trước, A Tế Cách cho rằng trước nên đánh quân Minh. Được như nguyện, A Tế Cách cùng A Ba Thái tiến đánh Sơn Hải Quan, Hoàng Thái Cực hạ chỉ chất vấn tại sao không chịu thâm nhập tiến quân, A Tế Cách trả lời "Ta muốn dừng lại ở chỗ này, tích góp lương thực, nhưng chư Bối lặc không chịu nghe". Hoàng Thái Cực liền trách: "Nếu ngươi kiên trì không đi, chư Bối lặc còn có thể vứt bỏ ngươi ở lại rồi đi hay sao?".
Năm thứ 8 (1634), A Tế Cách cùng Đa Nhĩ Cổn, Đa Đạc theo đại quân thảo phạt quân Minh, 3 anh em cùng nhau nhập Long Môn khẩu, đánh hạ Bảo An Châu, Linh Khâu.

#### Những năm Sùng Đức
Năm Sùng Đức đầu tiên (1636), A Tế Cách được phong Đa la Vũ Anh Quận vương (多罗武英郡王). Cùng Nhiêu Dư Bối lặc A Ba Thái và Dương Cổ Lợi phạt minh, từ Điêu Ngạc bảo nhập Trường An lĩnh, áp sát Duyên Khánh. Vượt qua Đảo Định đến An Châu, và đánh hạ các huyện Xương Bình, Định Hưng, An Túc, Bảo Trì, Đông An, Hùng, Thuận Nghĩa, Dung Thành và Văn An, lớn nhỏ hơn 56 trận đánh, bắt sống cả người và súc vật hơn 10 vạn. Ông phái nhóm người Cố Sơn Ngạch Chân Đàm Thái bố trí mai phục, chém được tướng thủ thành của 3 quân doanh Tuân Hoá, giành được hơn một trăm bốn mươi con ngựa. Khi trở về, Hoàng Thái Cực đích thân ra ngoài 10 dặm nghênh đón, thấy A Tế Cách vì vất vả mà thân thể gấy yếu, đã vì ông mà rơi lệ, đích thân rót rượu hỏi thăm. Tháng 12, Khi Hoàng Thái Cực tấn công Triều Tiên, ông đã ra lệnh cho A Tế Cách thủ vệ Ngưu Trang.
Năm thứ 2 (1637), Thạc Thác nhiều lần tấn công không hạ được đảo Ka (가도). A Tế Cách nhanh chóng đem quân đến, 2 đường thủy bộ nhanh chóng đánh hạ. Hoàng Thái Cực phái người đến khen ngợi và ban thưởng.
Năm thứ 4 (1639), ông lại theo đại quân phạt Minh. A Tế Cách tuyên bố muốn sử dụng Hồng y đại pháo để tấn công, lính thủ thành cực kỳ sợ hãi, 4 dặm đồn trú, đồn Trương Cương, Bảo Lâm tự, đồn Vượng Dân, đồn Vu Gia, Thành Hoá dụ, Đạo Nhĩ Chương đều bị đánh hạ. Lại hồi quân thủ hộ Tháp Sơn, Liên Sơn và bắt hơn ngàn người. Một lần nữa cùng A Ba Thái tấn công Cẩm Châu và Ninh Viễn.
Năm thứ 6 (1641), diễn ra Đại chiến Tùng Cẩm. Ông cùng Tế Nhĩ Cáp Lãng, Đa Đạc vây công Cẩm Châu. Bọn người giữ thành Thai cát Mông Cổ Ngô Ba Thập thương nghị với nhau dâng thành đầu hàng. Sau khi Tổ Đại Thọ biết được sự việc liền tấn công binh lính Mông Cổ, A Tế Cách trong đêm đem quân viện trợ, quân Minh đại bại và hàng quân Mông Cổ được đưa đến nghĩa châu. Ông liên tục đánh bại quân Minh, được thưởng bạc bốn ngàn.
Cùng năm tháng 3, Hồng Thừa Trù suất chư tướng Vương Phát, Ngô Tam Quế viện trợ Cẩm Châu, tổng quân 13 vạn. Hoàng Thái Cực đích thân đến giám quân, hạ trại ở Tùng Sơn. Quân Minh chạy đến Tháp Sơn, A Tế Cách liền đem quân truy kích, thu được toàn bộ lương thảo tại Bút Giá Sơn, lại cùng Đa Nhĩ Cổn tấn công bốn thành trì của địch, bắt được bọn tướng quân Minh là Vương Hi Hiền. Quân Minh vẫn ở Cẩm Châu, Tùng Sơn, Hạnh Sơn và Cao Kiều, Hoàng Thái Cực hồi Thịnh Kinh, ra lệnh cho A Tế Cách Đỗ Độ và Đa Đạc tiến hành vây công. Hồng Thừa Trù thừa dịp ban đêm, đem quân ra khỏi Tùng Sơn, tập kích quân Thanh, A Tế Cách đốc quân hoàn xạ quân Minh. Quân Minh đại bại muốn rút lui nhưng cửa thành đóng chặt không ra được, hơn 2 ngàn quân liền xin hàng.
Năm thứ 7 (1642), ông mang quân vây công Hạnh Sơn, lại phái quân đội tấn công Ninh Viễn. Ngô Tam Quế dùng 4 trăm người đóng giữ ở Tháp Sơn, Cao Kiều, không đánh đã lui, quân Minh tan tác tứ phía, A Tế Cách đại bại quân Minh.
Năm thứ 8 (1643), A Tế Cách lại cùng Tế Nhĩ Cáp Lãng tấn công Ninh Viễn, quân Thanh bắn pháo vào thành Bắc, tường thành sụp đổ mà phá được; lại tấn công vào thành Tây, trảm Minh Tổng binh Lý Phụ Minh, Viên Thượng Nhân cùng hơn 30 tướng lĩnh, giết hơn 4 ngàn quân Minh, Tổng binh Hoàng Sắc bỏ thành chạy trốn.

### Những năm Thuận Trị
Năm Thuận Trị nguyên niên (1644), A Tế Cách suất đại quân nhập quan, đại bại quân Đại Thuận của Lý Tự Thành trong Đại chiến Sơn Hải Quan. A Tế Cách được phong là Anh Thân vương, ban thưởng 2 bộ yên ngựa.
Sau, ông được phong làm Tĩnh Viễn Đại tướng quân, từ biên ngoại vào Thiểm Tây, chặt đứt đường lui của Lý Tự Thành. 8 trận toàn thắng, đánh hạ 4 thành trì và hàng phục được 38, thế như chẻ tre. Cùng lúc đó, đạo quân của Đa Đạc đại thắng quân Đại Thuận ở Sơn Hải quan, Lý Tự Thành buông tha Tây An trốn đi Thương Châu. Đa Nhĩ Cổn lệnh cho A Tế Cách kết hợp với Đa Đạc tạo thành thế Nam-Bắc giáp công, thảo phạt Lý Tự Thành. Lý Tự Thành liền bỏ chạy về phía Nam, đem theo tàn binh chạy về Nam Kinh. A Tế Cách đem quân đuổi theo, đuổi đến Đặng Châu, lại đến Thừa Thiên, Đức An, Vũ Xương, Phú Trì Khẩu, Tang Gia Khẩu, Cửu Giang, liên tục phá địch. Lý Tự Thành bỏ trốn rồi bị giết chết, Kiêu tướng của quân Đại Thuận là Lưu Tông Mẫn bị chém, quân sư Tống Hiến Sách bị bắt. Chính quyền Đại Thuận đến đây diệt vong.
Năm thứ 2 (1645), Tả Mộng Canh, con trai tướng quân nhà Minh Tả Lương Ngọc, đang đóng quân ở Cửu Giang, quân Thanh giết đến, liền suất lĩnh 10 vạn binh mã cùng nhiều chiến thuyền đến xin hàng. Quân Thanh lần lượt chiếm 12 thành Hà Nam, 39 thành Hồ Quảng, mỗi 6 thành ở Giang Tây và Giang Nam, tổng cộng 63 thành trì. Tin chiến thắng được báo về triều, Thuận Trị đế cử người mang chiếu đến thăm hỏi và gọi đại quân A Tế Cách hồi kinh, chiếu viết:
| “ | "王及行间将士驰驱跋涉, 悬崖峻岭, 深江大河, 万有余里, 劳苦功高. 寇氛既靖, 宜即班师. 其招抚余兵, 或留或散, 王与诸大臣商榷行之. . Vương cùng các tướng sĩ tận tâm bôn ba, vách núi trùng điệp, sông sâu nước lớn, vạn dặm có dư, lao khổ công cao. Nay tình hình giặc khấu đã yên, thích hợp lập tức trở về kinh sư. Còn các binh lính đã chiêu an, hoặc giữ lại hoặc tán ra, Vương cùng các đại thần thương lượng nhau mà làm." | ” |

Chiếu chỉ chưa kịp đến, A Tế Cách đã mang quân khải hoàn, ngày 4 tháng 8 thì về đến Kinh sư. Duệ Thân vương Đa Nhĩ Cổn bắt đầu tính toán toàn bộ tội lỗi của A Tế Cách, ngoại trừ việc không đợi chiếu đã thu quân, còn có báo láo về cái chết của Lý Tự Thành, uy hiếp quan viên địa phương, tự ý lấy ngựa của Ngạc Nhĩ Đa Tư và Thổ Mặc Đặc, lại thêm tội gọi Thuận Trị đế là "Nhụ tử". Gộp tất cả tội lỗi lại, A Tế Cách bị giáng xuống Anh Quận vương, nhưng không lâu sau lại được khôi phục tước vị Thân vương.
Năm thứ 5 (1648), A Tế Cách đem quân đi đánh dẹp nạn thổ phỉ ở Thiên Tân. Mùa đông năm đó, Đại Đồng Tổng binh Khương Tương đào ngũ phản Thanh, A Tế Cách được phong Bình Tây Tướng quân, suất lĩnh nhóm người Cố Sơn Ngạch Chân Ba Nhan đem quân đi thảo phạt. Sang năm sau, Khương Tương cùng tướng dưới quyền là Lưu Thiên đã đem quân xâm phạm Đại Châu, A Tế Cách liền phái Bác Lạc đi trước cứu viện, vây khốn Lưu Thiên rồi mới giải vây.
Đa Nhĩ Cổn đích thân đến Đại Đồng tham thị đại quân. Thời điểm đó, hai vị Phúc tấn của A Tế Cách bệnh mất, Đa Nhĩ Cổn lệnh ông trở về chủ trì gia sự. A Tế Cách nói: 
| “ | 摄政王躬摄大政, 为国不遑, 吾敢以妻死废国事? . Nhiếp Chính vương thay quyền quản lý quốc sự, vì nước mà bận rộn không có thời gian, ta nào dám vì chuyện vợ chết mà bỏ phế quốc sự? | ” |

A Tế Cách ỷ mình lập nhiều quân công, nói với Đa Nhĩ Cổn rằng: 
| “ | 辅政德豫亲王徵流寇至庆都, 潜身僻地, 破潼关, 西安不歼其众, 追腾机思不取, 功绩未着, 不当优异其子. 郑亲王乃叔父之子, 不当称'叔王'. 予乃太祖之子, 皇帝之叔, 宜称'叔王'. Phụ chính Đức Dự Thân vương đuổi giặc cỏ đến Khánh Đô, lại ẩn thân nơi hoang vắng, liên tục phá Đồng Quan, Tây An, tiêu diệt giặc, truy bắt Đằng Cơ Tư cùng đám con trai, công tích đặt ở đó. Trịnh Thân vương là con trai của chú ngươi, không hợp được xưng "Thúc vương". Ta là con trai của Thái Tổ, là chú của Hoàng đế, nên được xưng "Thúc vương" | ” |

Đa Nhĩ Cổn trách A Tế Cách quá cuồng vọng, liền lệnh không để ông tham dự vào sự vụ lục bộ và giao tiếp với Hán quan. Ngày 28 tháng 8, Khương Tương bị thuộc cấp là Dương Chấn giết chết. Dương Chấn đem quân quy thuận quân Thanh. Ngày kế, A Tế Cách đem quân vào thành, phá huỷ tường thành của Đại Đồng rồi mới lui binh.
Năm thứ 7 (1650), Đa Nhĩ Cổn cùng nhóm người A Tế Cách xuất cung đi săn. Đến cuối năm, Đa Nhĩ Cổn bệnh tình nguy kịch, bí mật triệu A Tế Cách đến bàn việc hậu sự. Sau khi Đa Nhĩ Cổn hoăng, A Tế Cách muốn kế thừa làm Nhiếp Chính vương, âm thầm gọi con trai là Lâu Thân đến, lệnh hắn suất binh, đồng thời không muốn đem tin tức Đa Nhĩ Cổn đã mất báo cho chưa vương.
Cùng lúc đó, A Tế Cách uy hiếp đại thần thuộc Lưỡng Bạch Kỳ dưới quyền của Đa Nhĩ Cổn phải nghe theo mình, bị từ chối lại lấy quân đội ra uy hiếp. Vì vậy, đại thần của Lưỡng Bạch Kỳ quyết định "Y Hoàng thượng vi sinh", lại hướng Trịnh Thân vương Tế Nhĩ Cáp Lãng tố cáo A Tế Cách thừa lúc đám tang Đa Nhĩ Cổn mưu loạn đoạt chính. Đi theo Đa Nhĩ Cổn vây săn, Đại học sĩ Cương Lâm đã sớm phát hiện ý đồ của A Tế Cách, liền một mình ngày đêm giục ngựa về kinh, tố giác sự việc. Triều đình lập tức quan bế cửu môn, ở bên ngoài Đức Thắng môn, con đường A Tế Cách bắt buộc phải đi qua, bố trí trọng binh canh gác, đề phòng bất trắc.
Không lâu sau, A Tế Cách hộ tống linh cữu Đa Nhĩ Cổn hồi kinh. Lúc đến Thạch môn, A Tế Cách hội quân cùng con trai là Lâu Thân, lệnh bộ hạ mở lớn cờ xí, vòng quanh xe tang mà đi. Thuận Trị đế đích thân suất chư vương, đại thần nghênh đón cữu xa tại bên ngoài Đức Thắng môn, cha con A Tế Cách cầm đầu ngồi xuống. Bọn Tế Nhĩ Cáp Lãng thấy A Tế Cách thân mang bội đao, cử động phản trắc, phái binh giám thị chặt chẽ, lại đem tuỳ tùng 300 kỵ binh toàn bộ bắt giữ, đánh vỡ toàn bộ kế hoạch của A Tế Cách, tránh được một trận có thể gây náo loạn.
Ngày 26 tháng 12, Nghị chính Vương Đại thần hội nghị luận tội A Tế Cách. A Tế Cách bị u cấm, con ông là Lâu Thân bị cách đi tước Thân vương. Sau khi bị giam, A Tế Cách không những không thu liễm tính tình mà còn càng ngày càng cuồng bạo, trong phòng giam tư tàng đại đao, bí mật đào địa đạo, tuyên bố muốn hoả thiêu phòng giam.
Năm thứ 8 (1651), ngày 16 tháng 10 cùng năm, A Tế Cách bị ban cho tự tử trong ngục giam, bị trừ đi tông tịch. Xét thấy con trai thứ hai của A Tế Cách là Phó Lặc Hách vô tội, lại có công, được phép nhập lại tông thất.
Năm Càn Long thứ 43 (1778), con cháu của ông, bao gồm cả Bá Nhĩ Tốn và những nhánh khác lại được đưa vào tông phổ.

### Tướng mạo
Liên quan đến tướng mạo của A Tế Cách, người Nhật có một bản ghi chi tiết hơn trong "Thát Đát phiêu lưu ký": 
| “ | 八王子是一个性格粗暴的人, 遇事不加考虑, 所以不管政务. 他年约五十几岁, 脸上有麻子, 身材魁梧, 眼神令人望而生畏. 为人勇猛, 攻城陷阵, 无往不胜. 与明朝交战, 屡建军功. . Bát vương là một người tính cách thô bạo, khi gặp chuyện thì không cân nhắc, vì vậy mà bất chấp chính vụ. Năm nay đã xấp xỉ 50 tuổi, mặt nhiều rỗ, ánh mắt làm người ta khiếp sợ. Nhưng lại là người dũng mảnh, công thành, xông vào trận địa, không nơi nào đi qua mà không thắng. Giao chiến với triều Minh, nhiều lần lập quân công. | ” |

## Thê thiếp
- Nguyên phối: Tây Lâm Giác La thị, con gái Hỗ Tân (祜新).
- Kế thất: Bác Nhĩ Tế Cát Đặc thị, thuộc Khoa Nhĩ Thấm bộ, con gái của Bỉnh Đồ Quận vương Khổng Quả Nhĩ (孔果洛). Bà là em gái của Thọ Khang Thái phi và chị em họ với Hiếu Đoan Văn Hoàng hậu.
- Thiếp: 
  - Lý thị, con gái Lý Sĩ Hưng (李士兴).
  - Du thị, con gái Du Xuân Nhân (愉春仁).

## Hậu duệ

### Con trai
A Tế Cách có tất cả 12 con trai, trong đó có ba người có tước vị: Hòa Độ, Phó Lặc Hách, Lâu Thân. Hòa Độ được phong Bối tử, mất sớm.
1. Hòa Độ (和度, 1619 - 1646), mẹ là Tây Lâm Giác La thị. Sơ phong Phụ quốc công, sau tấn phong Cố Sơn Bối tử (1644). Tuyệt tự.
  - Đích Phu nhân: Trát Lỗ Đặc thị, con gái Thường Khởi Bố (常起布).
2. Phó Lặc Hách (傅勒赫, 1629 - 1660), mẹ là Bác Nhĩ Tế Cát Đặc thị. Sơ phong Trấn quốc công. Sau bị đoạt tước, tước đi tông tịch. Năm 1661 được phán vô tội, khôi phục tông tịch. Năm Khang Hi nguyên niên (1662), truy phong Phụng ân Trấn quốc công.
  - Thê thiếp:
    - Đích Phu nhân: Bác Nhĩ Tế Cát Đặc thị, thuộc Khoa Nhĩ Thấm bộ, con gái Trác Lý Khắc Đồ Thân vương Ngô Khắc Thiện (吴克善), chị gái của Bác Nhĩ Tề Cát Đặc phế hậu.
    - Kế Phu nhân: Bác Nhĩ Tế Cát Đặc thị, con gái Thai cát Bật Hán Tang Cát Nhĩ (弼汉桑噶尔塞)

  - Hậu duệ:
    1. Lỗ Khắc Độ (鲁克度, 1645 - 1647), mẹ là Nguyên phối Phu nhân Bác Nhĩ Tế Cát Đặc thị. Mất sớm.
    2. Cấu Tư (构孳, 1648 - 1666), mẹ là Kế Phu nhân Bác Nhĩ Tế Cát Đặc thị. Năm 1661 được phong Phụng ân Phụ quốc công. Có 1 con trai mất sớm.
    3. Xước Khắc Thác (绰克讬, 1651 - 1711), mẹ là Kế Phu nhân Bác Nhĩ Tế Cát Đặc thị. Được phong Phụ quốc công (1665), Thịnh Kinh Tướng quân (1683). Năm 1698 bị cách tước Phụ quốc công.
3. Bá Nhĩ Tốn (伯尔逊, 1631 - 1675), mẹ là thiếp không rõ tính danh. Sau vì A Tế Cách và em trai Lâu Thân bị hoạch đại tội mà cùng bị tước đi tông tịch. Năm 1778 được Càn Long đặc chỉ phục nhập Tông thất.
  - Đích thê: Nữu Hỗ Lộc thị, con gái Nhị đẳng Thị vệ Tề Thái (齐泰)
  - Hậu duệ
    1. Khôi Cách (魁格, 1652 - 1653), mẹ là Nữu Hỗ Lộc thị. Chết yểu.
    2. Quan Đồ (關圖, 1653 - 1686), mẹ là Nữu Hỗ Lộc thị. Vô tự
    3. Quốc Nhĩ Bác (國爾博, 1656 - 1659), mẹ là Điền thị. Chết yểu.
    4. A Nhĩ Tấn (阿爾晉, 1661 - 1663), mẹ là Điền thị. Chết yểu.
    5. La Khắc Đa Hoan (罗克多欢, 1661 - 1725), mẹ là Nữu Hỗ Lộc thị. Có 4 con trai.
    6. A Nhĩ Đan (阿爾丹, 1663 - 1664), mẹ là Lý thị. Chết yểu.
    7. Đồ Cát (圖吉, 1663 - 1721), mẹ là Điền thị. Có 2 con trai.
    8. Đặc Thanh Ngạch (特清額, 1667 - 1669), mẹ là Nữu Hỗ Lộc thị. Chết yểu.
    9. Tác Đức (索德, 1667 - 1671), mẹ là Vương thị. Mất sớm.
    10. Đồ Lan Thái (圖蘭泰, 1669 - 1747), mẹ là Kim thị. Có 4 con trai.
4. Môn Trụ (無嗣, 1663 - 1635), mẹ là thiếp không rõ tính danh. Chết yểu.
5. Lâu Thân (樓親, 1634 - 1661), mẹ là Bác Nhĩ Tế Cát Đặc thị. Được phong Hòa Thạc Thân vương. Sau bị cách tước vì có âm mưu làm loạn. Năm 1661 bị ban cho tự vẫn. Tuyệt tự.
6. Mặc Nhĩ Tốn (墨爾遜, 1635 - ?), mẹ là Bác Nhĩ tế Các Đặc thị. Vô tự.
  - Đích thê: Qua Nhĩ Giai thị, con gái Đô thống Hòa Nhạc Đồ (和岳图).
7. Tác Nhĩ Khoa (索爾科, 1640 - 1642), mẹ là Lý thị. Chết yểu.
8. Đông Tắc (佟塞, 1641 - 1701), mẹ là thiếp không rõ tính danh. Sau vì A Tế Cách và anh trai Lâu Thân bị hoạch đại tội mà cùng bị tước đi tông tịch. Năm 1778 được Càn Long đặc chỉ phục nhập Tông thất.
  - Đích thê: Ngạc Trác thị, con gái của Ngạc Hải (鄂海).
  - Hậu duệ:
    1. Vân Tú (雲秀, 1667 - 1737), mẹ là Ngạc Trát thị. Có 2 con trai.
    2. Vân Trang (雲莊, 1669 - 1713), mẹ là Ngạc Trát thị. Có 2 con trai.
    3. Thường Minh Châu (常明珠, 1682 - 1684), mẹ là Vương thị. Chết yểu.
9. Hô Lễ (瑚禮, 1641 - ?), mẹ là thiếp không rõ tính danh. Vô tự.
10. Ngạc Bái (鄂拜, 1643 - 1689), mẹ là thiếp không rõ tính danh.
  - Đích thê: Quách Lạc La thị, con gái Tán Kỵ lang A Hải (散骑郎阿)
  - Hậu duệ:
    1. Vân Đại (云岱, 1660 - 1728), mẹ là Quách Lạc La thị. Có 7 con trai.
    2. Thuận Đại (顺岱, 1662 - 1736), mẹ là Quách Lạc La thị. Vô tự.
    3. Khoa Bái (科拜, 1665 - 1736), mẹ là Quách Lạc La thị. Có 3 con trai
    4. Dũng Ái (勇蔼, 1667 - 1749), mẹ là Quách Lạc La thị. Có 1 con trai.
    5. Thiệu Thái (绍泰, 1672 - 1728), mẹ là Quách Lạc La thị. Có 5 con trai.
    6. Thao Hải (韬海, 1675 - 1680), mẹ là Quách Lạc La thị. Chết yểu.
    7. Phật Thái (佛泰, 1678 - 1684), mẹ là Lý thị. Chết yểu.
    8. Thao Thái (韬泰, 1678 - 1744), mẹ là Quách Lạc La thị. Có 1 con trai thừa tự.
    9. Thư Nhĩ Hồng Ngạch (舒尔洪额, 1680 - 1687), mẹ là Trương Giai thị. Chết yểu.
    10. Long Đại (隆岱, 1680 - 1688), mẹ là Kiều thị. Chết yểu.
    11. Quan Thuận (观顺, 1685 - 1764), mẹ là Trương thị. Có 4 con trai
11. Ban Tiến Thái (班進泰, 1644 - 1706), mẹ là thiếp không rõ tính danh.
  - Đích thê: Nạp Lạt thị, con gái Thị vệ Ban Lĩnh Thư Thục (班领舒淑).
  - Dắng thiếp: Tào thị, con gái Tào Đạt (曹达).
  - Hậu duệ:
    1. Mục Sở (穆楚, 1670 - 1725), mẹ là Tào thị. Vô tự.
    2. Ngạch Nhĩ Canh Ngạch (额尔庚额, 1677 - 1746), mẹ là Tào thị. Có 1 con trai.
    3. Ngạch Nhĩ Định Ngạch (额尔庚额, 1678 - 1726), mẹ là Nạp Lạt thị. Vô tự.

### Con gái
| # | Tước hiệu | Sinh | Mất  | Mẹ                     | Ngạch phò                                                | Ghi chú |
| - | --------- | ---- | ---- | ---------------------- | -------------------------------------------------------- | ------- |
| 1 | Quận chúa | 1624 | 1643 | Bác Nhĩ Tế Cát Đặc thị | Quả Nghị công Át Tất Long                                |         |
| 2 |           | 1630 | 1648 | Bác Nhĩ Tế Cát Đặc thị | Đỗ Nhĩ Bá Đặc bộ Đài cát Trát Mục Sách (扎穆索)          |         |
| 3 |           | 1631 | 1703 | Bác Nhĩ Tế Cát Đặc thị | Đài cát Cát Bố Lạp (噶布拉) thuộc Bác Nhĩ Tế Cát Đặc thị |         |
| 4 | Quận chúa | 1636 | 1698 | Bác Nhĩ Tế Cát Đặc thị | Ông Ngưu Đặc bộ Đỗ Lăng Quận vương Bác Đa Hòa (博多和)   | [ b ]   |
| 5 |           | 1637 | 0694 | Bác Nhĩ Tế Cát Đặc thị | Vũ Anh điện Đại học sĩ Nạp Lan Minh Châu                 | [ c ]   |
| 6 |           | 1647 | 1672 | Lý thị                 | Nhị đẳng Thị vệ Cố Lộc (顧祿)                            |         |
| 7 |           | 1647 | 1720 | Du thị                 | Tổng binh không rõ danh tính                             |         |

## Đánh giá

### Đánh giá chung
A Tế Cách có thể nói là giết địch anh dũng, chiến tích hiển hách, vì Đại Thanh thời kỳ đầu bình định giang sơn lập nhiều chiến công hiển hách. Lúc Đa Nhĩ Cổn bệnh nặng rồi mất, A Tế Cách muốn mưu đồ thừa tập Nhiếp Chính vương, sự tình bị bại lộ mà dẫn đến u cấm. Người nhà và thuộc hạ của A Tế Cách đều chịu liên luỵ bị hạch tội, không ít người bị xử tử, xét nhà, hoặc là bị trách phạt, cách chức, cũng bởi vậy mà nổi dậy một cuộc tai ương lao ngục. A Tế Cách cuối cùng bị Thuận Trị ban chết. Đây cũng là vì A Tế Cách suy nghĩ quá đơn giản, tính tình bạo ngược, đối đãi với mọi người cuồng vọng mà ra. Đây là nguyên do mà người đời sau nhận xét A Tế Cách là "Phiếu hãn thiểu mưu".

### Đánh giá qua các thời kỳ
- Thuận Trị đế:

| “ | 王及行间将士驰驱跋涉, 悬崖峻岭, 深江大河, 万有余里, 劳苦功高. . Vương cùng các tướng sĩ tận tâm bôn ba, vách núi trùng điệp, sông sâu nước lớn, vạn dặm có dư, lao khổ công cao. | ” |

- Thương nhân Nhật Bản:[38][39]

| “ | 称作哈图鲁王子 (即巴图鲁王子, "英亲王" 之满语称呼) 的是九王子的哥哥, 他也是君王的叔父. 听说是个粗野人, 考虑问题粗率, 所以从来不过问政务. 看来年纪近五十岁, 麻脸, 身材魁梧, 眼神令人望而生畏. 为人剽悍, 在交战时, 攻城陷阵, 无往不胜, 大明和鞑靼交战之际, 屡建军功. 在攻陷内城时, 城中乞求投降, 虽然君王已下令宽恕, 可是哈图鲁王子仍不答应, 而杀掉许多人. 由于这个错误, 被罚将其领地收回若干. 但是, 他出于忠诚, 明白国法是国家制定的, 必须严格遵守, 所以对于这个处分, 从来没有怨言. . Xưng là Tác Cáp Đồ Lỗ Vương tử (tức Ba Đồ Lỗ Vương tử, là cách xưng hô "Anh Thân vương" trong tiếng Mãn) chính là anh trai của Cửu Vương tử, cũng là chú của Quân vương. Nghe nói là một người thô lỗ, cân nhắc vấn đề lại cẩu thả, vì vậy mà từ trước đến nay chưa từng hỏi qua chính vụ. Nhìn đến nay đã xấp xỉ 50, mặt rỗ, vóc người khôi ngô, ánh mắt làm người ta khiếp sợ. Lại vì nhanh nhẹn dũng mãnh, lúc giao chiến, công thành hãm trận, không nơi nào không thắng, giao chiến giữa ranh giới Đại Minh và Thát Đát, liên tiếp lập quân công. Lúc công hãm nội thành, trong thành cầu xin đầu hàng, dù Quân vương đã hạ lệnh khoan thứ, nhưng Cáp Đồ Lỗ Vương tử lại không chịu nghe, đã giết chết rất nhiều người. Vì sai lầm này mà đã bị phạt, thu hồi một phần đất phong. Nhưng xuất phát từ sự trung thành, ông hiểu rõ quốc pháp và gia chế, chưa từng có câu oán hận nào với sự trách phạt này. | ” |

- Đàm Thiên:[40]

| “ | 英王敢战气如虎, 胡床解甲罗歌舞. 邸第斜连 鳷 鹊旁, 妖鬟尽隶仙韶部. 急管繁弦春复春, 曰周曰召浸情亲. 倏焉日匿西山下, 高冢祁连宿草新. . Anh vương cảm chiến khí như hổ, hồ sàng giải giáp la ca vũ. Để đệ tà liên chi thước bàng, yêu hoàn tẫn đãi tiên thiều bộ. Cấp quản phồn huyền xuân phục xuân, viết chu viết triệu tẩm tình thân. Thúc yên nhật nặc tây sơn hạ, cao trủng kỳ liên túc thảo tân. | ” |

- Càn Long Đế[41]:

| “ | 英亲王阿济格秉心不纯, 往追流贼, 谎报已死, 又擅至沿边索马, 且向巡抚嘱托公事, 过迹昭着. 虽前此亦有微功, 究不足以抵其罪, 黜爵实由自取. . Anh Thân vương A Tế Cách bỉnh tâm bất thuần, vãng truy lưu tặc, hoang báo dĩ tử, hựu thiện chí duyên biên tác mã, thả hướng tuần phủ chúc thác công sự, quá tích chiêu trứ. Tuy tiền thử diệc hữu vi công, cứu bất túc dĩ để kỳ tội, truất tước thực do tự thủ. | ” |

- Triệu Nhĩ Tốn:

- Tiêu Nhất Sơn:

| “ | 福临以冲龄践祚, 奠定中原, 征服华夏, 其所以能成大业者, 皆群臣襄赞之力也. 当时宗室懿亲, 戮力行间, 栉风沐雨, 勤劳佐命者: 如豫亲王多铎, 肃亲王豪格, 英亲王阿济格, 郑亲王济尔哈朗, 敬谨亲王尼堪, 端重亲王博洛, 顺承郡王勒克德浑等, 其殊勋茂绩, 诚可为开国之大人物 . Phúc Lâm dĩ trùng linh tiễn tộ, điện định trung nguyên, chinh phục hoa hạ, kỳ sở dĩ năng thành đại nghiệp giả, giai quần thần tương tán chi lực dã. Đương thì tông thất ý thân, lục lực hành gian, trất phong mộc vũ, cần lao tá mệnh giả: như Dự Thân vương Đa Đạc, Túc Thân vương Hào Cách, Anh Thân vương A Tế Cách, Trịnh Thân vương Tế Nhĩ Cáp Lãng, Kính Cẩn Thân vương Ni Kham, Đoan Trọng Thân vương Bác Lạc, Thuận Thừa Quận vương Lặc Khắc Đức Hồn đẳng, kỳ thù huân mậu tích, thành khả vi khai quốc chi đại nhân vật" . 阿济格举动荒谬, 犹欲摄政, 其死宜也. . A Tế Cách cử động hoang mậu, do dục nhiếp chính, kỳ tử nghi dã. | ” |

## Mộ địa
Ban đầu, "Bát vương phần", lăng mộ của ông nằm ở khu Triều Dương, bên ngoài Kiến Quốc Môn, chiếm diện tích ước chừng 67 ngàn mét vuông. Năm 1925, kiến trúc bị phá huỷ, đem bán, sau cũng chặt hết cây cối để đem bán. Mộ địa nhiều lần bị trộm. Năm 1949, mộ địa hoàn toàn bị huỷ để xây dựng xưởng cất rượu, chỉ lưu lại địa danh.

## Một số lời đồn

### Bị Đế chán ghét
Hoàng Thái Cực đối với Lưỡng Bạch Kỳ (Chính Bạch Kỳ và Tương bạch Kỳ) cùng 3 anh em Đa Nhĩ Cổn dùng chính sách lôi kéo là chính, trấn áp là phụ. Bởi vì Lưỡng Bạch Kỳ thực lực hùng hậu, kỳ chủ lại trẻ tuổi, một khi lôi kéo được sẽ dễ sai khiến. A Tế Cách là người lớn nhất trong 3 anh em, lại sớm trải quan chiến trận, làm người vũ dũng nhưng cũng thô kệch, không chịu ước thúc. Bởi vậy, Hoàng Thái Cực đầu tiên đem A Tế Cách ra khai đao.
Năm Thiên Mệnh thứ 11 (1626), tháng 12, Mông Cổ Trát Lỗ Đặc bộ Thai cát Ân Cách Tham bỏ trốn, chuẩn bị đầu nhập với dưới kỳ A Tế Cách, dựa theo quy củ thời Nỗ Nhĩ Cáp Xích, đặc biệt là đối với Mông Cổ quý tộc như Ân Cách Tham, theo lý nên nhận được đãi ngộ tốt ở mức nhất định. Về phần sau khi chạy trốn, lựa chọn Kỳ nào đều dựa vào ý định cá nhân. Nhưng Hoàng Thái Cực chủ tâm muốn đả kích A Tế Cách, cũng liền tự nhiên bất chấp rất nhiều. Khi đó, quan hệ của Hoàng Thái Cực và Đức Cách Loại đang trong thời kỳ cực kỳ tốt, Hoàng Thái Cực liền làm chủ đem Ân Đức Tham về dưới quyền Đức Cách Loại. Ân Đức Tham vẫn muốn đầu quân về dưới trướng A Tế Cách, Đức Cách Loại cực kỳ phẫn nộ, cho người đem Ân Đức Tham đoạt trở về. Người được Đức Cách Loại phái đi bị A Tế Cách lỗ mãng làm bị thương. Hoàng Thái Cực liền nhân cơ hội này hỏi tội A Tế Cách, phạt A Tế Cách 1000 lượng bạc trắng và bảy con ngựa.
Năm Thiên Thông thứ 2 (1628), A Tế Cách tán thành Đa Đạc con gái của A Bố Thái, còn làm chủ hôn lễ, chọc giận Hoàng Thái Cực. A Bố Thái là em trai của Đại phi A Ba Hợi của Nỗ Nhĩ Cáp Xích, cũng chính là cậu của 3 anh em A Tế Cách, Đa Nhĩ Cổn, Đa Đạc, rất được Nỗ Nhĩ Cáp Xích tín nhiệm, trong những năm Thiên Mệnh là 1 trong 8 vị "Đô Đường" trứ danh. Nhưng quan hệ giữ A Bố Thái và Hoàng Thái Cực cực kỳ hỏng bét, chủ yếu là do tranh chấp trong chính trị. Vì vậy sau khi Hoàng Thái Cực tức vị, A Bố Thái chưa từng được sống dễ chịu. Hơn nữa, Hoàng Thái Cực còn không cho phép các quý tộc có bất cứ mối quan hệ thông gia nào với gia tộc A Bố Thái. A Tế Cách không thèm để ý những điều này, kiên trì ủng hộ Đa Đạc cưới con gái của cữu cữu A Bố Thái. Hoàng Thái Cực bởi vậy nổi trận lôi đình, đặc biệt hạ lệnh trách phạt A Tế Cách, đoạt đi tư cách Kỳ chủ Tương Bạch Kỳ, lấy Đa Nhĩ Cổn thay thế.

### Phản đối dời đô
Căn cứ theo lời nói của quan viên Triều Tiên đi theo quân Thanh nhập quan, A Tế Cách tại trước khi nhập quan đã phản đối việc dời đô, nói với Đa Nhĩ Cổn: 
| “ | 我们刚得辽东时, 没怎么杀戮, 结果我们满人好多都被辽民杀掉了. 所以现在应该趁着兵威, 大肆屠戮, 留下诸王来镇守北京, 主力部队回到盛京, 或退保山海关, 就没有后顾之忧了. . Ngã môn cương đắc Liêu Đông thì, một chẩm yêu sát lục, kết quả ngã môn Mãn nhân hảo đa đô bị Liêu dân sát điệu liễu. Sở dĩ hiện tại ứng cai sấn trứ binh uy, đại tứ đồ lục, lưu hạ chư vương lai trấn thủ Bắc Kinh, chủ lực bộ đội hồi đáo Thịnh Kinh, hoặc thối Bảo Sơn Hải quan, tựu một hữu hậu cố chi ưu liễu. . Khi chúng ta đoạt được Liêu Đông, không hề giết chóc, kết quả người Mãn chúng ta đều bị Liêu dân giết chết. Cho nên hiện tại có lẽ cần phải thừa dịp binh uy, trực tiếp tàn sát, lưu lại chư vương trấn thủ Bắc Kinh, binh sĩ chủ lực thì quay về Thịnh Kinh, hoặc lui về Sơn Hải Quan, sẽ không có nỗi lo về sau. | ” |

Đa Nhĩ Cổn tức thì phản đối, nói:
| “ | 先汗 (皇太极) 曾说过, 一旦得到北京, 马上迁都, 以图进取. 况且现在人心未定, 决不可以就这么回关东. . Tiên Hãn (Hoàng Thái Cực) tằng thuyết quá, nhất đán đắc đáo Bắc Kinh, mã thượng thiên đô, dĩ đồ tiến thủ. Huống thả hiện tại nhân tâm vị định, quyết bất khả dĩ tựu giá yêu hồi Quan Đông . Tiên Hãn đã từng nói qua, một khi đoạt được Bắc Kinh, lập tức dời đô, mưu đồ tiến thủ. Huống hồ hiện tại nhân tâm chưa định, quyết không thể cứ như vậy trở về Quan Đông. | ” |

A Tế Cách và Đa Nhĩ Cổn cũng vì vậy mà nảy sinh hiềm khích.

### Cầu phong Thúc vương
Năm Thuận Trị thứ 6 (1649), tháng 3, nhân vật quyền thế thứ 2 trong triều đình nhà Thanh lúc bấy giờ là Đa Đạc mất. Ở Đại Đồng, A Tế Cách tự nhận công lao to lớn, nghe được tin liền phái Ngô Bái (吴拜 đến nói với Đa Nhĩ Cổn:
| “ | 辅政德豫亲王征讨流寇时, 在庆都躲到偏僻地方, 在潼关, 西安时不全歼其众, 追剿腾机思时不取其国, 功绩并不显着, 不该对其子给予优厚待遇, 郑亲王 (济尔哈朗) 是我们叔父的儿子, 不应该叫叔王. 我是太祖的儿子, 皇帝的叔叔, 应该叫叔王才是 . Phụ chính thúc Đức Dự thân vương chinh thảo lưu khấu thì, tại Khánh Đô đóa đáo thiên tích địa phương, tại Đồng Quan, Tây An thì bất toàn tiêm kỳ chúng, truy tiễu đằng ky tư thì bất thủ kỳ quốc, công tích tịnh bất hiển trứ, bất cai đối kỳ tử cấp dư ưu hậu đãi ngộ, Trịnh Thân vương (Tế Nhĩ Cáp Lãng) thị ngã môn thúc phụ đích nhi tử, bất ứng cai khiếu Thúc vương. Ngã thị Thái Tổ đích nhi tử, Hoàng đế đích thúc thúc, ứng cai khiếu Thúc Vương tài thị. . Phụ Chính thúc Đức Dự Thân vương (Đa Đạc) lúc xuất binh đánh dẹp thổ phỉ, từ Khánh Đô trốn đến địa phương vắng vẻ, tại Đồng Quan, Tây An cũng không toàn bộ tiêu diệt được chúng, lúc truy kích bọn Đằng Ky Tư bất thủ kỳ quốc, công tích không được tính là quá hiển hách, không nên hậu đãi đặc biệt đối với con cháu hắn. Trịnh Thân vương (Tế Nhĩ Cáp Lãng) là con trai của thúc phụ chúng ta, không nên gọi Thúc vương. Ta là con trai Thái Tổ, thúc thúc của Hoàng đế, hẳn là gọi Thúc vương mới phải. | ” |

Đa Nhĩ Cổn trách A Tế Cách quá cuồng vọng, sai Ngô Bái trả lời:
| “ | 德豫亲王薨逝未久, 何忍遽出此言. 初令尔统大兵往陕西, 征讨流寇. 后令德豫亲王往征江南. 德豫亲王破流寇, 克西安, 平定江南, 河南, 浙江, 追腾机思俘获甚多败喀尔喀二汗兵且叔王原为亲王. 尔原为郡王. 其一子吾养为子. 一子承袭王爵. 何为优异耶. 郑亲王虽叔父子原系亲王尔安得妄思越分, 自请为叔王. 大不合理. . Đức Dự thân vương hoăng thệ vị cửu, hà nhẫn cự xuất thử ngôn. Sơ lệnh nhĩ thống đại binh vãng Thiểm Tây, chinh thảo lưu khấu. Hậu lệnh Đức Dự thân vương vãng chinh Giang Nam. Đức Dự Thân vương phá Lưu Khấu, khắc Tây An, bình định Giang Nam, Hà Nam, Chiết Giang, truy Đằng Ky Tư phu hoạch thậm đa bại Khách Nhĩ Khách nhị hãn binh thả Thúc vương nguyên vi Thân vương. Nhĩ nguyên vi Quận vương. Kỳ nhất tử ngô dưỡng vi tử. Nhất tử thừa tập vương tước. Hà vi ưu dị da. Trịnh Thân vương tuy thúc phụ tử nguyên hệ thân vương nhĩ an đắc vọng tư việt phân, tự thỉnh vi thúc vương. Đại bất hợp lý. . Đức Dự Thân vương hoăng thệ chưa lâu, sao ngươi có thể nói ra những lời như vậy. Ban đầu là lệnh cho ngươi thống lĩnh đại binh đến Thiểm Tây, đánh dẹp thổ phỉ. Sau đó mới lệnh Đức Dự Thân vương đến chinh phạt Giang Nam. Đức Dự Thân vương phá Lưu Khấu, hạ Tây An, bình định Giang Nam, Hà Nam, Chiết Giang, truy Đằng Ky Tư bắt được rất nhiều binh lính của Khách Nhĩ Khách. Vả lại Thúc vương nguyên là Thân vương, mà ngươi nguyên chỉ là Quận vương. Một đứa con trai (của Đa Đạc) là con nuôi của ta, một đứa thừa kế vương tước, thế nào là đặc biệt tốt. Trịnh Thân vương tuy là con trai của thúc phụ, nhưng ban đầu nguyên hệ thân vương ngươi an đắc vọng tư việt phân, tự thỉnh vi Thúc vương. Rất bất hợp lý. | ” |

A Tế Cách lại thỉnh cầu kiến tạo phủ đệ, chư vương liền thỉnh cầu tước đi tước vị của ông, Đa Nhĩ Cổn cũng không đồng ý, cấm A Tế Cách tham dự vào sự việc Lục bộ và giao tiếp Hán quan.

## Trong văn hoá đại chúng
| Năm  | Phim truyền hình                                | Diễn viên     | Nhân vật  |
| 1987 | Mãn Thanh tập tam hoàng triều (满清十三皇朝)    | Lưu Tố Phương | A Tế Cách |
| 1992 | Nhất đại Hoàng hậu Đại Ngọc Nhi (一代皇后大玉儿 | Chu Lương Vĩ  | A Tế Cách |
| 2012 | Mỹ nhân vô lệ (美人无泪)                        | Triệu Sở Luân | A Tế Cách |
| 2015 | Đại Ngọc Nhi truyền kỳ (大玉儿传奇)             | Lý Bính Lôi   | A Tế Cách |